# Tensobentenga (Lalgaye)
Pour les articles homonymes, voir Tensobentenga.
Ne doit pas être confondu avec Tensobtenga.
Tensobentenga est une localité située dans le département de Lalgaye de la province du Koulpélogo dans la région Centre-Est au Burkina Faso.

## Santé et éducation
Tensobentenga accueille un centre de santé et de promotion sociale (CSPS).